# 三沢大地
三沢 大地（みさわ だいち）は、アニメ『遊☆戯☆王デュエルモンスターズGX』およびその派生作品である漫画『遊☆戯☆王GX』に登場する架空の人物。担当声優は増田裕生。

## 概要
デュエルアカデミアの筆記試験を一位で通過し、在学中もラーイエローで首席を取る程の秀才。また、運動神経も抜群の優等生である。だが、ストーリーが進むにつれて、自己顕示欲が強く打たれ弱い精神面の脆さが際立ち、1年目の中盤以降は本来の実力を出し切れずにいる。一見硬派だが、幼い少女には弱いらしく「白魔道師ピケル」「憑依装着ヒータ」などに動揺する一面を持つ。一方で「治療の神 ディアン・ケト」や「雷電娘々」などには興味が無い。
デッキ構成は多種多様で、「疾きこと風の如く、静かなること水の如く、侵略すること炎の如く、動かざること地の如く、悪の闇に光さす」を表現した、風・水・炎・地・闇・光の6つの属性のデッキを持っている。しかしデュエルの回数が少なく、劇中で使用したのは万丈目（ブルー）戦で使った水属性デッキ、セブンスターズ編のタニヤ戦で使った磁石の戦士デッキ＝地属性デッキの2つと、7つ目のデッキのみである。初期のオープニングには彼と共に炎をイメージさせるウォータードラゴンと似たドラゴンが描かれていたが、最後まで劇中に登場することはなく、当然だがOCGにも存在しない。
決闘の戦術構想の際に、壁やカードに無数の数式を書く癖がある。壁を埋め尽くした数式をペンキで塗りつぶすことを「ビック・バン」と表現していた。

### 1年目
持ち前のリーダーシップで、感情的になりがちな遊城十代たちのストッパー役として活躍。ブルー寮所属の万丈目準に勝利し、彼を学園から退学させたこともあった。対十代戦のために6つの属性デッキを試作し、さらにその発展形として融合封じを戦術に組み込んだ7つ目のデッキを作成、十代と決闘をするも惜敗している。
セブンスターズ編では、刺客の一人タニヤと決闘するも敗北。彼女に見初められて婿入りするが、すぐに飽きられ僅か一日で解放されてしまった。三沢の方には未練があったようで、我を忘れタバスコをジュース代わりに飲んでしまうなど、重度の恋煩いを起こしてしまった。この際使用したデッキは、磁力の戦士を軸に構成された磁石デッキであり、このデッキは2年目の万丈目戦でも使用している。

### 2年目
十代の良きライバルであった1年目から一転、翔をはじめとした仲間たちから影の薄さを指摘されるなど不遇な扱いを受けるように。学園中が光の結社に洗脳されていく中、多くの学生たちが自分の強さを認めてくれないことに思い悩むようになる。斎王に洗脳されていた万丈目と決闘を行うが、勝てる決闘を放棄してまで敗北、光の結社の傘下に入ることになってしまう。斎王からは彼の精神的脆さを突く搦め手で追い込むほどに認められていた。しかし、光の結社に入って尚、己の実力を周囲に認めさせることはできなかった。そんな中、十代とツバインシュタイン博士のデュエルを目の当たりにした彼は、論理と直感を複合した新たなデュエル統一理論を完成させるという新たな目標に目覚め、衣服を全て脱ぎ捨て光の結社と決別。ツバインシュタイン博士の助手として尽力することになる。

### 3年目前期
ツバインシュタイン博士と共に行った量子力学の実験事故により、異世界に飛ばされてしまい放浪していた所、運良く同じ次元に飛ばされていた十代たちに助けられる。当初はデッキとデュエルディスクを持っていなかったために元の世界に戻る方法の模索に専念し、異世界の発電施設から現実世界のツバインシュタイン博士の通信をキャッチすることに成功。「レインボー・ドラゴン」が転送された後、「三幻魔とレインボー・ドラゴンを衝突させる」という結論を見出すなど、優れた頭脳を駆使して異世界からの脱出に貢献している。
現実世界に戻った後はツバインシュタイン博士と共に異世界について分析。次元の歪みを発見すると、更なる異世界へ向かった。そこでタニヤと再会し、情報収集に専念するために別行動を取る。その後、ユベルの目的が12の次元を一つに統一することにあることを把握した上で十代と合流。十二次元統合の危険性を説き、覇王の一件で極度に気弱となっていた十代に「覇王という一面をコントロールしてこそ、正義は実現できる!!」と活を入れる。
丸藤亮の最後の輝きを見届けた後、自分を必要としてくれている人々の期待に答えるため、タニヤと新たな仲間たちと共に自ら異世界に残ることを選んだ。資料という形で異世界から帰らなかった者の中に名を連ねて登場しているものの以降の登場は無い 。
ツバインシュタイン博士の研究と異世界での新たな仲間たちとの出会いを通じて2年目で悩んでいた周りに認めてもらうことに決着をつけ、己の頭脳を活かす形で十代たちの中で最も早く自立した。

## 使用カード
水
水素・酸素・水をモチーフとしたモンスターで構成され、「ボンディング－H2O」によって特殊召喚される「ウォーター・ドラゴン」を切り札としている。
地
プラスとマイナスの異なる磁力を持つ磁力の戦士が主力。
7番目のデッキ
水属性デッキをベースに、ダイヤモンド生成論や数学式を用いた科学的な編成。リトマス試験紙が元ネタとされる、「リトマスの死の剣士」を主軸にした戦法で十代を追い詰める。

## 漫画版における三沢大地
4月12日生まれ。身長171cm、体重60kg。
ラー・イエロー所属の1年生。入学試験首席。アニメ版とは違い、妖怪デッキを使用。ひょんなことから明日香に一目惚れしてしまい、以降は普段の冷静なキャラクターと同時に、彼女を女性として意識する三枚目な一面も描かれることに。決闘都市編と、幻と言われているペガサス島編のデュエルシーンを収録したDVDを所有している。普段は冷静沈着だが熱血的な言動も多く、特に明日香絡みとなると普段の態度から豹変してしまう。
主人公である十代とは劇中で二回、対戦。初戦は「E・HEROジ・アース」と「アース・グラビティ」のコンボを決められ、敗北。その後、亮帰還の記念デュエル大会準決勝で再戦。その際はアニメ版と同様、十代の融合召喚を封じる戦術を披露し、十代を追い詰める。さらに「火車」で「ジ・アース」を退け十代を窮地に立たせるが、最後には「E・HEROガイア」の登場により逆転されてしまった。
第3章の交流タッグデュエルでは愛明日香とタッグを組むことになり、ヨハン＆アモンペアと対戦。明日香とのタッグに舞い上がりすぎてしまい、序盤はミスを連発するが、明日香の一喝でいつもの冷静さを取り戻す。結果、明日香を徹底的にサポートすることで勝利を収めた。

## 補足
- 主要キャラクターでありながら、物語が進むにつれ、劇中では何かと影が薄いキャラクターとして描かれてしまうようになった。序盤、1年目の時点で十代から名前を呼んでもらえなかったことがあり、「俺もいるぞ!」と自己主張している。第48話では挑戦に名乗りを上げようとするも仲間に次々と先を越され、ようやく名乗ろうとした矢先「駄目だ」と門前払いを喰らっている。そして2年目辺りからは、デュエルの解説役として顔を出す程度で出番がほとんど無くなっていった。時には背景同然のモブキャラクター扱いになっていたことさえあり、果てに仲間たちからは「なんか久しぶり」「いたんだ、三沢君」と言われる始末であった。果てに4期からはオープニングおよびエンディングからも姿を消してしまった。
  - 終盤では出番が無かったが、DVDの最終巻の表紙では非常に小さくではあるが描かれている[4]
- 96話において服を脱ぎ捨て、全裸で走り去る場面があるが、北米版ではカートゥーンネットワークにおける過激な性表現の規制対象となっており、パンツを履いているという表現規制がなされている。
- 各種のゲーム作品に登場する際には、前述の通り本編中で存在感が薄かったことを意識したような扱いを受けることが多い。
  - PSPゲーム『遊☆戯☆王デュエルモンスターズGX タッグフォース2』では最早メインキャラクターですらなく（前作『TAG FORCE』ではメインキャラクターだった）、ジムやオブライエンなどと同じサブキャラクターの位置にあり、3年目からレギュラー入りしたヨハンやレイに扱いが劣る。完全に影の薄いキャラクターとして定着しており、そのことについてゲームの主人公からも揶揄されている。チュートリアルモードではMCを務めるが、そこで様々な自己アピールを行っている。
  - 『遊☆戯☆王デュエルモンスターズGX タッグフォース3』では丸藤亮とともにデュエルアカデミアの浜辺に打ち上げられて帰還している。またオマケシナリオとして遊城十代の主人公としてのポジションに代わり三沢が主人公となったシナリオが存在する。この作品においても影は薄く、万丈目準と組んでタッグデュエルした際には、万丈目準は「1対2でデュエル」という認識をしていた。
  - ニンテンドーDSソフト『遊☆戯☆王デュエルモンスターズGX スピリットサモナー』では最も多くのデッキを使用するデュエリストとして登場する。
  - 『ワールドチャンピオンシップ2008』では風属性のデッキを操るフリーの対戦相手として登場する。デッキ名は「気圧を制するもの」。
  - 『遊☆戯☆王ファイブディーズ デュエルターミナル』の第5弾では、カード切れの画面のみに登場する。